# Конкурсы искусств на летних Олимпийских играх 1924
| Конкурсы искусств на VIII летних Олимпийских играх 1924 год, Париж, Франция | Конкурсы искусств на VIII летних Олимпийских играх 1924 год, Париж, Франция |
| Olympische Ringe                                                            | Olympische Ringe                                                            |
| Информация                                                                  | Информация                                                                  |
| --------------------------------------------------------------------------- | --------------------------------------------------------------------------- |
| Участники:                                                                  | 189 участников (168 мужского пола и 21 женского) из 24 стран                |
| Время проведения:                                                           | 4 мая — 27 июля                                                             |
| Медали:                                                                     | 3 золотых, 5 серебряных и 6 бронзовых                                       |
|                                                                             | Амстердам 1928 →                                                            |

Конкурсы искусств на летних Олимпийских играх 1924, проводившиеся в рамках
программы VIII летней Олимпиады 1924 года в Париже / Франция, включали художественные соревнования по пяти категориям: архитектура, литература, музыка, живопись и скульптура.
Хотя НОК СССР был создан только 23 апреля 1951 года, в базе данных олимпийских конкурсов 1924 года указаны три представителя России, не завоевавшие медалей. Одним из троих был скульптор русского происхождения Сергей Юрьевич (англ. Sergey Yuryevich). Двое выходцев из России участвовали в конкурсе по живописи — это художник Александр Яковлев (англ. Aleksandr Yakovlev) и  выступавшая под именем княгини Марии Нижарадзе (англ. Princess Marie Nigeradze) поэтесса и художница Мария Вега, автор слов популярной песни «Институтка».

## Архитектура
| Место | Страна  | Участник                  | Произведение            |
| ----- | ------- | ------------------------- | ----------------------- |
| 1     |         | не присуждали             |                         |
| 2     | Венгрия | Альфред Хайош Дежё Лаубер | «Проект стадиона»       |
| 3     | Монако  | Жюльен Медецин            | «Стадион в Монте Карло» |

## Музыка
| Место | Страна | Участник      | Произведение |
| ----- | ------ | ------------- | ------------ |
| 1     |        | не присуждали |              |
| 2     |        | не присуждали |              |
| 3     |        | не присуждали |              |

## Живопись
| Место | Страна     | Участник                         | Произведение                     |
| ----- | ---------- | -------------------------------- | -------------------------------- |
| 1     | Люксембург | Жан Якоби                        | «Угловой удар», «Старт», «Регби» |
| 2     | Ирландия   | Джек Йейтс                       | «Плавание»                       |
| 3     | Нидерланды | Йоханнес Герард Дидерик ван Хелл | «Конькобежцы»                    |

## Скульптура
| Место | Страна     | Участник               | Произведение             |
| ----- | ---------- | ---------------------- | ------------------------ |
| 1     | Греция     | Константин Димитриадис | «Финский метатель диска» |
| 2     | Люксембург | Фрэнсис Хельденштайн   | «В Олимпию»              |
| 3     | Франция    | Клод-Леон Mascaux      | «7 спортивных медалей»   |
|       | Дания      | Жан Рене Гоген         | «Боксёр»                 |

## Галерея

Медалисты в конкурсах искусств
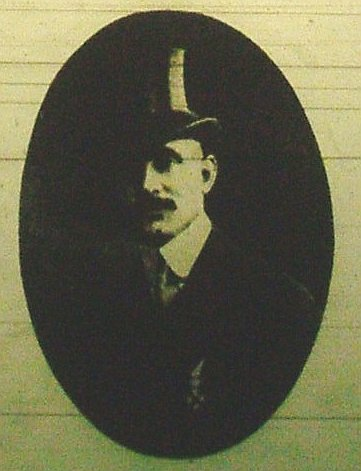
Венгерский участник Дежё Лаубер. Серебряная медаль по архитектуре
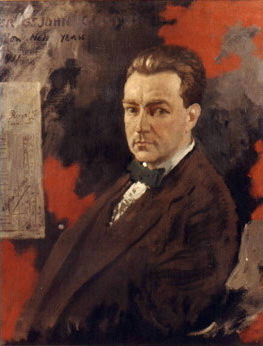
Ирландский участник Оливер Гогарти. Бронзовая медаль по литературе